# محمود حسینی‌زاد
محمود حسینی‌زاد (زاده ۱۹ فروردین ۱۳۲۵) نمایش‌نامه‌نویس، مترجم آثار آلمانی، داستان‌نویس، و منتقد ادبی ایرانی است.
محمود حسینی زاد به همراه پترس مارکاریس - نویسندهٔ مطرح یونانی - و نوین کیشور - مؤسس انتشاراتی سیگال در کلکته - به‌عنوان برگزیدگان مدال گوته در سال ۲۰۱۳ میلادی معرفی شده‌اند.
انستیتو گوته، او را به عنوان مهم‌ترین مترجم ادبیات زبان آلمانی‌ به فارسی در دوران معاصر معرفی کرده است.
کمیسیون انتخاب برگزیدگان مدال گوته دربارهٔ علت انتخاب و معرفی این نویسنده و مترجم ایرانی برای دریافت این مدال عنوان کرده‌اند:« محمود حسینی‌زاد با دقت و حساسیت راه را برای واژه هموار می‌سازد و امکان ارتباط‌های شخصی و فرهنگی را فراهم می‌آورد. این مهم موجب می‌شود تا در هر دو کشور تفاهم دوجانبه بین انسان‌ها برپا مانده و تقویت شود. امسال انستیتو گوته مدال گوته را به شخصیت‌های برجسته‌ای اعطا می‌کند که فصل مشترک‌شان علاقه و توجه آن‌ها به زبان آلمانی و نقش آن‌ها در برقراری ارتباط بین کشورشان و ادبیات و فرهنگ زبان آلمانی‌ است.»
او همچنین برای نمایش‌نامهٔ«نهاده سر غریبانه به دیوار» در دانشکده هنرهای دراماتیک و برای نمایش‌نامه«تگرگ آمد امسال برسان مرگ» در جشنواره توس لوح تقدیر دریافت کرده‌است.
محمود حسینی زاد فوق لیسانس علوم سیاسی خود را از دانشگاه مونیخ (LMU) دریافت کرد. همچنین دارای دیپلم زبان آلمانی می‌باشد. از سابقه فعالیت‌های او می‌توان به تدریس زبان آلمانی در دانشگاه تهران، دانشگاه تربیت مدرس و دانشگاه آزاد اسلامی اشاره کرد. حسینی‌زاد علاوه بر نوشتن به نقاشی نیز می‌پردازد.
او همچنین همکاری‌هایی با صدا و سیما داشته‌ . ویمترجم رسمی بوده و برای بعضی از نشریات (از جمله اعتماد، سینما و ادبیات، شهروند…) مقاله‌هایی در حوزه نقد کتاب، فیلم و ادبیات زبان آلمانی می‌نویسد.
سریال زخم کاری به کارگردانی محمدحسین مهدویان بر اساس رمان«بیست زخم کاری» اوست، که خود به اقتباسی از نمایش‌نامه‌ی مکبث اثر ویلیام شکسپیر نوشته شده است.
این مترجم تاکنون، مجموعهٔ داستان این سوی رودخانه‌ی اُدر و رمان آلیس را از یودیت هرمان، کتاب مثلاً برادرم از اووه تیم و داستان عاشقانهٔ اگنس از پتر اشتام نویسندهٔ سویسی، به فارسی برگردانده است. کتاب آسمان خیس، مجموعهٔ داستان‌های کوتاه از یودیت هرمان، اینگو شولتسه و سه نویسندهٔ دیگر نیز از جمله کارهای او هستند. حسینی‌زاد، پیش‌تر تک پرده‌ای‌ها، بعل، صدای طبل در شب و در جنگل شهر را از برتولت برشت ترجمه کرده بود. برگردان کتاب‌های قاضی و جلاد، قول و سوءظن از فریدریش دورنمات نیز به قلم او هستند.

## دعوت به کانون دورنمات نوشاتل

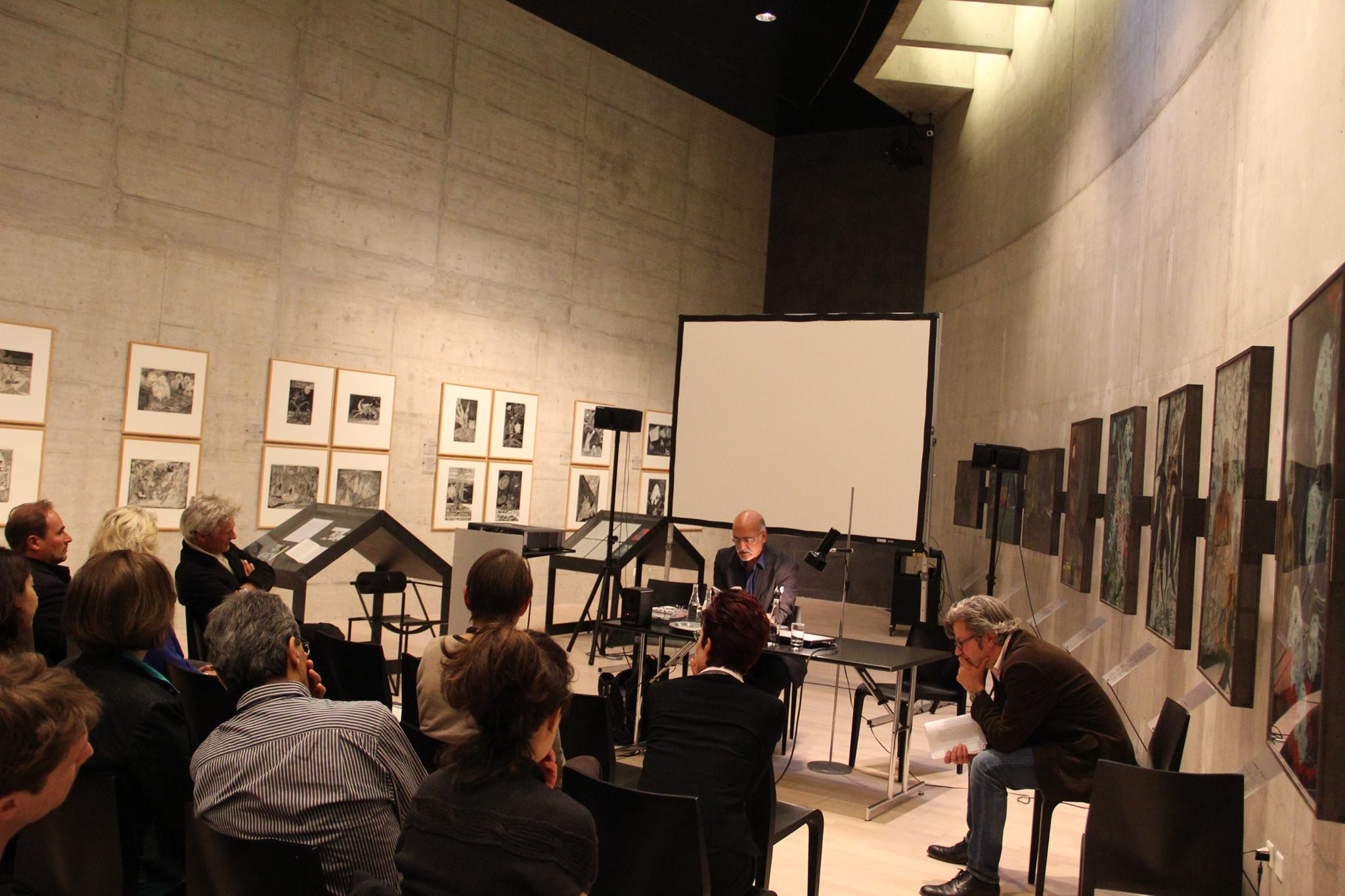
محمود حسینی زاد در کانون دورنمات نوشاتل

در آوریل ۲۰۱۵ کانون دورنمات نوشاتل در چارچوب برنامهٔ بهار فرهنگی یک گردهمایی بازخوانی و گفتگو با محمود حسینی‌زاد برگزار کرد. حسینی‌زاد دربارهٔ استقبال ایرانیان از آثار فریدریش دورنمات و فعالیت خود به عنوان مترجم سخن راند و بخش‌هایی از روی ترجمه‌های خود خواند. او در یک مصاحبه با رادیو تلویزیون سوئیس دربارهٔ آثار دورنمات در ایران گفت:
دورنمات نزد ما به عنوان یک فیلسوف بدبین که نگاهی کنایه آمیز و تلخ به زندگی دارد بسیار معروف و محبوب است… ولی حکومت ایران استعداد بسیاری در این دارد که همه چیز را تفسیر به رای کند. حکومت ایران دورنمات را منتقد سرمایه‌داری غرب می‌داند. به ویژه هنگامی که دربارهٔ بمب اتمی می‌گوید. دورنمات غرب را نقد می‌کند. حکومت و دستگاه سانسور ایران دورنمات را منتقد غرب و سرمایه‌داری می‌دانند… این بدی‌ها و جنگ با بدهی‌ها موضوع‌های دورنمات است. انسان و تاریخ و فلسفه. دورنمات چنین است، ولی نزد ایرانیان جنبهٔ فلسفی دورنمات است که بیشتر مورد توجه قرار دارد. ایرانیان فلسفه را دوست دارند.— محمود حسینی زاد، 
حسینی زاد دربارهٔ سانسور در ایران گفت:
محدودهٔ سانسور در ایران مشخص نیست. متأسفانه ما در ایران ادارهٔ سانسور یا ادارهٔ کنترل داریم. این اداره اصلاً هیچ کاتالوگ یا لیستی که در آن نشان داده شده باشد که مترجم به چه چیزی مجاز نیست. هنگامی که شما کتابی را به ادارهٔ کنترل می‌آورید نمی‌دانید که آیا این کتاب اجازهٔ انتشار می‌گیرد یا نه؛ مثلاً واژگانی که مربوط به سکس می‌شوند. شاید خنده دار به نظر برسد، ولی حساسیت اصلی روی این واژگان است. پس از آن واژگانی سیاسی و پس از آن نوشیدنی‌های الکلی.— محمود حسینی زاد، 
او دربارهٔ تحولات فرهنگی پس از احمدی‌نژاد گفت:
حرکت‌هایی وجود دارد. یک مثال ساده انتشاراتی است که کتاب‌های من را منتشر می‌کند. در زمان احمدی‌نژاد این انتشارات دارای ۱۷ اثر ممنوعه بود که هیچ‌کدام آنها اصلاً اجازهٔ نشر پیدا نکردند، ولی اکنون یک آزادی و امید نسبی وجود دارد. با وجود این هنوز کمبودهایی به چشم می‌خورد که امیدوارم به زودی بر طرف شوند.— محمود حسینی زاد، 

### تألیف
- ۱۳۵۴ نهاده سر غریبانه به دیوار - نمایش‌نامه[۷]
- ۱۳۵۶ - تگرگ آمد امسال بر سان مرگ – نمایش‌نامه[۷]
- ۱۳۸۴ - سیاهی چسبناک شب – مجموعه داستان - انتشارات کاروان - چاپ اول ۱۳۸۴ - چاپ دوم ۱۳۸۶. چاپ سوم نشر چشمه. ۱۳۹۷. رگه‌هایی از اکسپرسیونیسم و نواکسپرسیونیسم در داستان‌های این مجموعه وجود دارد.[۷]
- ۱۳۹۰ - این برف کی آمده - مجموعه داستان- نشر چشمه - چاپ اول ۱۳۹۰ - چاپ دوم ۱۳۹۱
- ۱۳۹۲ - آسمان، کیپ ابر - مجموعه داستان - نشر زاوش - چاپ اول ۱۳۹۱
- ۱۳۹۳ - سرش را گذاشت روی فلز سرد - از کشتن و رفتن. نشر چشمه
- ۱۳۹۵ - بیست زخم کاری. نشر چشمه

### ترجمه
حسینی‌زاد از زبان آلمانی ترجمه می‌کند و از اوائل دهه هزار و سیصد و پنجاه به ترجمه ادبیات از زبان آلمانی مشغول است:
ژان ژنه:سیاهان - انتشارات توس، سیابرزنگی‌ها- نشر نون، ماکسیم گورکی: دربارهٔ ادبیات کودکان - انتشارات توس، آرتور میلر: ارکستر زنان آشویتز - نشر ابتکار، عمدتاً ترجمه ادبیات آلمانی از جمله آثار برتولت برشت (تک پرده‌ای‌ها، بعل، در جنگل شهر، صدای طبل در شب - انتشارات خوارزمی)، فریدریش دورنمات (قاضی و جلادش، قول، سو ظن)، و ادبیات نو آلمانی زبان.

ترجمه‌های منتشر شده از او به ترتیب:
- دربارهٔ ادبیات کودکان-ماکسیم گورکی. ۱۳۵۷
- سیاهان- نمایشنامه ژان ژنه- نشر توس - ۱۳۵۸- این نمایشنامه بعدها با ترجمه و عنوان جدید منتشر شده‌است.
- تک پرده‌ای‌ها- برتولت برشت -نشر خوارزمی- ۱۳۵۸
- سه نمایشنامه بعل-در جنگل شهر-صدای طبل در شب- برتولت برشت -نشر خوارزمی-(۱۳۵۸ -در همان زمان ترجمه شد. اما چاپ و پخش آن طی سال‌های ۱۳۸۰ تا ۱۳۸۴ انجام گرفت) بین سال‌های ۱۳۵۸ و ۱۳۸۴
- ارکستر زنان آشویتس - حدود سال ۷۲–۷۳ نشر ابتکار
- حمایت از هیچ - نوول‌های هارتموت لانگه - انتشارات کاروان - چاپ اول ۱۳۸۴ - چاپ دوم ۱۳۹۰ نشر قطره- چاپ سوم نشر چشمه ۱۳۹۶
- گذران روز – داستان‌های یودیت هرمان، اینگو شولتسه، یولیا فرانک، زیبیله برگ - نشر ماهی چاپ اول ۱۳۸۴ - چاپ دوم ۱۳۸۶- چاپ سوم ۱۳۹۲
- مقبره دار و مرگ – داستان‌های کافکا، مان، توما، بول، برشت، .... انتشارات هرمس - ۱۳۸۶
- قاضی و جلادش - فریدریش دورنمات- نشر ماهی
- قول - فریدریش دورنمات - نشر ماهی
- سوء ظن-رمان پلیسی فریدریش دورنمات - نشر ماهی چاپ اول و دوم و سوم و چهارم
- این سوی رودخانه ادر - یودیت هرمان - نشر افق چاپ اول و دوم
- مثلاً برادرم - اووه تیم - نشر افق - چاپ اول ۱۳۸۷ دوم ۱۳۸۹ (کاندید جایزه روزی روزگاری)
- آلیس - یودیت هرمان - نشر افق - ۱۳۸۸ چاپ اول - ۱۳۸۹ چاپ دوم (برنده جایزه ادبی روزی روزگاری)
- آگنس - پتر اشتام - نشر افق - چاپ اول و دوم ۱۳۸۹
- آسمان خیس - داستان هاپی از یودیت هرمان، اینگو شولتسه، آمینه سوگی ازدامار، پتر اشتام، برنهاردت شلینک- نشر افق. چاپ اول ۱۳۹۱
- اول عاشقی - یودیت هرمان - نشر افق ۱۳۹۴
- ویروس (نمایشنامه)- آلبرت اوستر مایر- انتشارات نیلا ۱۳۹۳
- آقای آدامسون- اورس ویدمر- نشر افق ۱۳۹۳
- اورستیا/ آیسخلوس- نمایشنامه یونانی- از ترجمهٔ آلمانی پیتر اشتاین- نشر آگه ۱۳۹۳
- فقط یک تکه نان- راینر ورنر فاسبیندر- نشر نیلا ۱۳۹۵
- بازگشت به وطن- هانس ورنر کروزینگر ۱۳۹۵
- لتی‌پارک- یودیت هرمان- نشر افق ۱۳۹۶
- سیابرزنگی‌ها - ژان ژنه - نشر نون ۱۳۹۶ (ترجمه جدید با نام :سیاهان)
- نمایش‌نامهٔ توراندخت - برتولت برشت، نشر بان ۱۳۹۷
- یادداشت‌های داوید روبینوویچ - نشر ثالث - ۱۳۹۹
- عدالت - نشر برج - ۱۳۹۹